# SIG GL 5040
SIG GL 5040/5140 je 40 mm bacač granata kojeg je dizajnirala švicarska industrija SIG za potrebe svojih automatskih pušaka iz serije SIG SG 550/551. Bacač se montira preko šina koje su postavljene ispod cijevi. Težina bacača varira ovisno o inačici a domet oružja iznosi 200 m.

## Inačice
- GL 5040,
- GL 5140,
- GLG 40.

## Korisnici
- Švicarska: švicarska vojska koristi model bacača GL 5040 pod oznakom Gewehraufsatz 97.

## Vanjske poveznice
- Swiss Arms GL 5040/5140 40 mm grenade launcher (Switzerland), Weapon accessories  Arhivirana inačica izvorne stranice od 9. lipnja 2012. (Wayback Machine)
- [neaktivna poveznica]
- [neaktivna poveznica]